# Conteville (Somma)
Conteville – miejscowość i gmina we Francji, w regionie Hauts-de-France, w departamencie Somma.
Według danych na rok 2011 gminę zamieszkiwało 196 osób, a gęstość zaludnienia wynosiła 30 osób/km² (wśród 2293 gmin Pikardii Conteville plasuje się na 839. miejscu pod względem liczby ludności, natomiast pod względem powierzchni na miejscu 726.).